# Jan Verwey
Jan Verwey (Vlissingen, 24 februari 1936 - Maarssen, 30 september 2022) was een Nederlands mondharmonica-speler van de modernjazz.

## Carrière
Verwey leerde zich in zijn jonge jaren het mondharmonicaspel als autodidact. Sinds 1982 maakte hij albums onder zijn eigen naam. Hij werkte ook met het Metropole Orkest, Skymasters, Hod O’Brien, Hans van Oosterhout en Michel Herr. Hij trad op tijdens het North Sea Jazz Festival, Jazz in Duketown en enkele Noord-Amerikaanse festivals. Ook is hij te horen op albums van Louis Andriessen, Denise Jannah, Colette Wickenhagen en Carola Vossen.
Sinds 2005 produceerde en presenteerde Jan Verwey zijn Radio-programma “Holland Jazz” voor de Concertzender. Elke eerste en derde zaterdag van de maand vanuit Theater Kikker aan de Ganzenmarkt te Utrecht. De laatste uitzending was op 17 september 2022. 

## Discografie
- 1982: Watch What Happens (Lark)
- 1986: Golden Collection (Hotline)
- 1990: Mo Rolland Kwintet Featuring Jan Verwey The Dutch Connection (Gorgo)
- 1992: You Must Believe in Spring (Timeless) met Angelo Verploegen, Jack van Poll, Hein van de Geyn, John Engels)
- 1996: The Miles Davis Project (Willibrord) met Peter Hertmans, Jos Machtel, Frans van der Hoeven, Hans van Oosterhout)
- 2004: Plays Thelonious Monk (Munich)
- 2010: Jan Verwey & Bert van den Brink Standards & Others Pieces (DayBreak/Challenge Records) met Fay Claassen)
- 2013: Christian Hassenstein & Jan Verwey Rays of Light (DJAMtones) met Ruud Ouwehand, Franc auf dem Brinke)
- 2016: Dreamdancing (O.A.P.) met Johan Clement, Jasper Somsen)
- 2019: Songs for Silver (A tribute to Horace Silver) (DJAMtones) - Hassenstein/Verwey Quartet (Christian Hassenstein, Jan Voogd, Franc auf dem Brinke)

- Bibliothèque nationale de France: cb14236357x (data)
- Gemeinsame Normdatei: 134771338
- International Standard Name Identifier: 0000 0001 1877 677X
- Library of Congress Control Number: no98015177
- MusicBrainz: ba0f1ac0-e7dd-4bcc-978e-62495283d782
- Virtual International Authority File: 71002675
- WorldCat: E39PBJc7QKg3fRjqrvf8GJTfv3